# Comuna Preko, Zadar
Preko este o comună în cantonul Zadar, Croația, având o populație de 3.805 locuitori (2011).

## Demografie
Componența etnică a comunei Preko
     Croați (87,65%)
     Necunoscut (0,13%)
     Neclasificat (1,08%)
Componența confesională a comunei Preko
     Catolici (84,91%)
     Fără religie și atei (1,89%)
     Necunoscută (11,8%)
     Alte religii (1,39%)
Conform recensământului din 2011, comuna Preko avea 3.805 locuitori. Din punct de vedere etnic, majoritatea locuitorilor (87,65%) erau croați. Apartenența etnică nu este cunoscută în cazul a 0,13% din locuitori. Din punct de vedere confesional, majoritatea locuitorilor (84,91%) erau catolici, cu o minoritate de persoane fără religie și atei (1,89%). Pentru 11,8% din locuitori nu este cunoscută apartenența confesională.